# Eduard Wolffhardt
Eduard Wolffhardt (* 6. November 1851 in St. Pölten, laut Eigenangabe am 7. November 1851; † 31. März 1905 in Wien) war Advokat und Abgeordneter zum Österreichischen Abgeordnetenhaus.

## Leben
Eduard Wolffhardt war Sohn des gleichnamigen Militär-Verpflegsadjunkts Eduard Wolffhardt  († 1860). Er besuchte von 1861 bis 1869 ein Gymnasium in Marburg und studierte ab 1870 Rechtswissenschaft an der Universität Graz und von 1871 bis 1872 an der Universität Wien. Im Jahr 1876 promovierte er zum Dr. iur. in Graz. Er wurde Advokaturskonzipient und im Jahr 1885 Advokat in Wien. Er war auch Besitzer eines Weinguts bei Marburg. Am 31. März 1905 beging er Selbstmord, indem er sich in seiner Wohnung erschoss. Als Grund für den Selbstmord gab er Neurasthenie an.
Im Jahr 1880 war er Gründungsmitglied und bis 1905 Mitglied des Zentralausschusses und Referent für Steiermark des Deutschen Schulvereins. Im Jahr 1905 war er auch Gründungsmitglied des Vereins „Freie Schule“ in Wien.
Er war römisch-katholisch und blieb zeit seines Lebens ledig.

## Politische Funktionen
Eduard Wolffhardt war vom 27. März 1897 bis zu seinem Tod am 31. März 1905 Abgeordneter des Abgeordnetenhauses im Reichsrat (IX. und X. Legislaturperiode).
In beiden Legislaturperioden war er im Kronland Steiermark für die Wählerklasse Städte 7 (Marburg, Windisch-Feistritz, Windischgratz, Hohenmauthen, Mahrenberg, Saldenhofen, Pettau, St. Leonhard, Friedau, Luttenberg, Polstrau) zuständig.

## Klubmitgliedschaften
Eduard Wolffhardt war ab dem 23. Oktober 1902 Mitglied des Vorstandes des Verbands der Deutschen Volkspartei und ab dem 10. Dezember 1903 der Obmann-Stellvertreter.